# Deb Hoffmann
Deb Hoffmann (* 27. března 1965 Milwaukee, Wisconsin) je americká sběratelka, uznána Guinnessovou knihou rekordů jako člověk s největším množstvím věcí připomínajících Medvídka Pú.
Žije ve městě Waukesha v americkém státě Wisconsin.
V roce 2008 Hoffmannová předložila svou kolekci pro rozhodování do Guinnessovy knihy rekordů a 17. ledna získala první certifikát pro sbírku obsahující 3.891 předmětů. Kolekce obsahuje také mnoho oblečení včetně, bund, hodinek, hodiny, sošek, nádobí, hrnků, hraček a plyšových postaviček.
Později založila stránku a festival zaměřený na Medvídka Pú.

## Rekordy podle data
| Datum             | Rekord                                                                                 |
| ----------------- | -------------------------------------------------------------------------------------- |
| 15. ledna 2008    | Official Guinness World Record – 3,891 unikátních položek                              |
| 23. únor 2009     | Official Guinness World Record – 4,405 unikátních položek                              |
| 1. květen 2010    | Official Guinness World Record – 4,805 unikátních položek                              |
| 15. červenec 2011 | Official Guinness World Record – 5,150 unikátních položek                              |
| 23. srpen 2012    | Official Guinness World Record – 7,777 unikátních položek                              |
| 14. září 2013     | Official Guinness World Record – 10,002 unikátních položek                             |
| 21. září 2014     | Official Guinness World Record – 11,485 unikátních položek                             |
| 18. říjen 2015    | Official Guinness World Record – 13,213 unikátních položek                             |
| 15. červenec 2015 | Official RecordSetter Record – 548 triček a bund s motivem medvídka pú a jeho kamarádů |